# Galina Stancheva
Galina Stancheva (em búlgaro:  Галина Станчева) é uma ex-jogadora de voleibol da Bulgária que competiu nos Jogos Olímpicos de 1980.
Em 1980, ela fez parte da equipe búlgara que conquistou a medalha de bronze no torneio olímpico.